# Dianella saffordiana
Dianella saffordiana är en grästrädsväxtart som beskrevs av Francis Raymond Fosberg och Marie-Hélène Sachet. Dianella saffordiana ingår i släktet Dianella och familjen grästrädsväxter. Inga underarter finns listade i Catalogue of Life.